# WWE No Way Out

Logo-ul evenimentului PPV de wrestling No Way Out (2003 - 2009)

No Way Out a fost un eveniment pay-per-view de wrestling profesionist organizat în luna februarie de federația World Wrestling Entertainment. A fost creat în 1998, ca un eveniment In Your House în luna februarie a acelui an. No Way Out din 2000 a devenit un eveniment PPV pentru WWE. Pentru a coincide cu brand extension, în 2004 a devenit un eveniment exclusiv al diviziei SmackDown, dar pentru a urma forma WrestleManiei, în 2007 toate PPV-urile au devenit evenimente ale celor trei divizii: ECW, Raw și SmackDown. Evenimentul final a fost ținut în 2009, No Way Out fiind înlocuit de Elimination Chamber în 2010.
Spectacolele a avut loc în S.U.A (8 state ale Statelor Unite ale Americii) și Canada (într-o provincie canadiană), unde fiecare a fost ținut într-o arenă. Fiecare eveniment a prezentat un angajat al WWE-ului care a participat în diferite meciuri de wrestling. Opt dintre main eventuri (evenimente principale) au fost meciuri pentru centuri.
Wrestlingul profesionist este un sport profesionist necompetitiv, unde meciurile sunt prestabilite, și este de asemenea considerat o artă interpretativă atletică, conținând elemente puternice de catch wrestling, mock combat și teatru. Fiecare eveniment PPV prezintă diverse meciuri de wrestling profesionist care includ diferiți wrestleri implicați în dușmănii și povești preexistente și plănuite. Ei sunt portretizați ca niște ticăloși sau eroi în evenimentele plănuite care creează tensiune și culminează într-un meci sau o serie de meciuri de wrestling.

## Istorie
No Way Out a fost un eveniment PPV (pay-per-view) constând într-un main event (eveniment principal) și un undercard care prezenta meciuri pentru titluri și diferite competiții sportive din wrestling. Primul No Way Out a fost produs ca un eveniment In Your House pentru World Wrestling Federation (WWF), numele anterior al WWE-ului. Evenimentul In Your House a fost intitulat No Way Out of Texas: In Your House, numit astfel după locul în care se afla arena, Houston, Texas. Spectacolul a fost organizat pe 15 februarie 1998 și a fost difuzat în direct pe PPV. În 1999, producția evenimentelor In Your House a fost anulată, cu toate că multe dintre cele anterioare, cum ar fi No Way Out, Backlash și Judgment Day, au devenit evenimente PPV anuale.
În 2002, compania WWF a fost obligată de tribunal să-și schimbe numele, lucru ce a rezultat schimbarea numelui în WWE. Mai târziu în acel an, WWE a organizat un draft care a împărțit lotul în două divizii distincte de wrestling, Raw și SmackDown, și ECW în 2006. Înaintea de draft, meciurile prezentau wrestleri din lot fără nicio limitare; după draft, meciurile constau doar în wrestlerii din diviziile lor diferite. Primul eveniment No Way Out care urma să fie produs sub logo-ul WWE-ului și cu limitări ale lotului a fost No Way Out (2003) care a avut loc pe 23 februarie 2003. Anul următor, WWE a anunțat că evenimentele PPV, excluzând WrestleMania, SummerSlam, Survivor Series și Royal Rumble, vor deveni evenimente exclusive pentru fiecare divizie (No Way Out pentru SmackDown). După trei ani de producere ca un spectacol exclusiv, No Way Out (2007) a fost evenimentul final, după ce WWE a anunțat că evenimentele de atunci urmau să prezinte toate cele trei divizii.
În 2008, WWE a organizat al nouălea eveniment anual No Way Out care a prezentat două meciuri Elimination Chamber, un meci special de wrestling care are loc de ocaziile rare al WWE-ului. Anul următor a văzut din nou No Way Out găzduind două meciuri de același fel. Urmărind conceptul (meciul Elimination Chamber) spectacolului, o privire asupra posibilei redenumiri pentru No Way Out a avut loc în luna septembrie a anului 2009. Votat de fani prin situl web oficial al WWE-ului, Elimination Chamber a devenit numele evenimentului PPV din februarie 2010, câștigând împotriva numelor: Heavy Metal, Battle Chamber, Chamber of Conflict și No Way Out. În ciuda sondajului, WWE a anunțat mai târziu că Elimination Chamber nu va fi considerat o parte din cronologia evenimentului No Way Out. În ciuda acestui lucru, în Germania, evenimentul apare tot sub numele de No Way Out din cauza problemelor legate de „Elimination Chamber” care ar aduce înapoi imaginile camerei de gazare care a fost utilizată în lagărele de exterminare în Al Doilea Război Mondial (în Germania, anumite trimiteri la Partidul Muncitoresc Național-Socialist German sunt încă interzise). În 2012 WWE au anunțat că se va reorganiza din nou WWE No Way Out. Aceasta a avut loc 17 iunie 2012 la Izod Center în East Rutherford, New Jersey. În Germania, No Way Out a fost etichetată ca No Escape.
Fiecare spectacol a avut loc într-o arenă, cu nouă evenimente organizate în Statele Unite ale Americii și unul în Canada. Patru evenimente au fost ținute în coasta de vest a Statelor Unite ale Americii, trei în coasta de est, două în vestul mijlociu și unul în sudul Canadei.

## Date și locuri
| (c) | campionul de dinaintea meciului |

Datele din tabelul de mai jos sunt ale Statelor Unite ale Americii.
| #  | Eveniment                          | Dată              | Oraș                        | Arenă                 | Main Event (Eveniment principal) |
| -- | ---------------------------------- | ----------------- | --------------------------- | --------------------- | --- |
| 1  | No Way Out of Texas: In Your House | 1998 februarie 15 | Houston, Texas              | Compaq Center         | Stone Cold, Owen Hart, Cactus Jack și Chainsaw Charlie vs. Triple H, Savio Vega și New Age Outlaws (Billy Gunn și Road Dogg) într-un meci Non-sanctioned eight man tag team.                               |
| 2  | No Way Out (2000)                  | 2000 februarie 27 | Hartford, Connecticut       | Hartford Civic Center | Triple H (c) vs. Cactus Jack într-un Hell in a Cell meci din WWF Championship (Centura WWF). |
| 3  | No Way Out (2001)                  | 2001 februarie 25 | Las Vegas, Nevada           | Thomas & Mack Center  | Triple H vs. Stone Cold într-un meci Three Stages of Hell (în limba română: Cele Trei Stagii ale Iadului) Kurt Angle (c) vs. The Rock pentru WWF Championship (Centura WWF)                                |
| 4  | No Way Out (2002)                  | 2002 februarie 17 | Milwaukee, Wisconsin        | Bradley Center        | Kurt Angle vs. Triple H pentru un meci Undisputed WWF Championship la WrestleMania X8 cu invitatul special, arbitrul Stephanie McMahon Chris Jericho (c) vs. Stone Cold pentru Undisputed WWF Championship |
| 5  | No Way Out (2003)                  | 2003 februarie 23 | Montreal, Quebec            | Bell Centre           | The Rock vs. Hulk Hogan |
| 6  | No Way Out (2004)                  | 2004 februarie 15 | Daly City, California       | Cow Palace            | Brock Lesnar (c) vs. Eddie Guerrero pentru WWE Championship |
| 7  | No Way Out (2005)                  | 2005 februarie 20 | Pittsburgh, Pennsylvania    | Mellon Arena          | John "Bradshaw" Layfield (c) vs. Big Show într-un meci Barbed wired Steel Cage for the WWE Championship |
| 8  | No Way Out (2006)                  | 2006 februarie 19 | Baltimore, Maryland         | 1st Mariner Arena     | Kurt Angle (c) vs. The Undertaker pentru World Heavyweight Championship |
| 9  | No Way Out (2007)                  | 2007 februarie 18 | Los Angeles, California     | Staples Center        | John Cena și Shawn Michaels vs. Batista și The Undertaker |
| 10 | No Way Out (2008)                  | 2008 februarie 17 | Las Vegas, Nevada           | Thomas & Mack Center  | Triple H vs. Shawn Michaels vs. John „Bradshaw” Layfield vs. Umaga vs. Chris Jericho vs. Jeff Hardy într-un meci Elimination Chamber (în limba română: Camera Eliminărilor)                                |
| 11 | No Way Out (2009)                  | 2009 februarie 15 | Seattle, Washington         | KeyArena              | John Cena (c) vs. Edge vs. Chris Jericho vs. Rey Mysterio vs. Kane vs. Mike Knox într-un meci Elimination Chamber (în limba română: Camera Eliminărilor) pentru World Heavyweight Championship.            |
| 12 | No Way Out (2012)                  | 2012 iunie 17     | East Rutherford, New Jersey | Izod Center           | John Cena vs. Big Show într-un meci Steel Cage. În cazul în care Big Show pierde, John Laurinaitis va fi demis. Dacă John Cena pierde, va fi concediat.                                                    |